# Rehmania

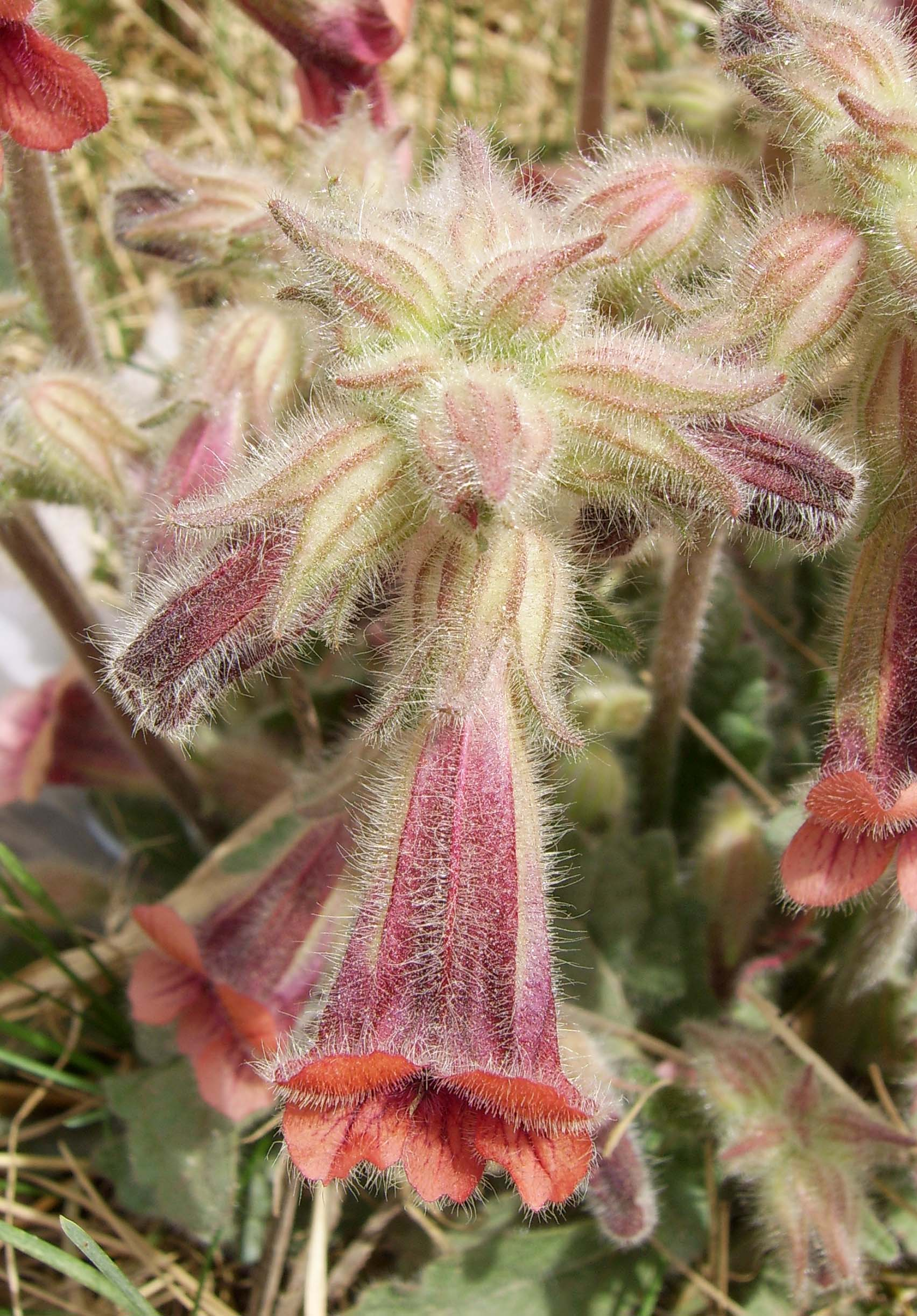
Rehmannia glutinosa

Rehmania (Rehmannia) – rodzaj roślin z rodziny zarazowatych. Obejmuje 6 lub 9 gatunków. Wszystkie gatunki są endemitami Chin, występującymi w centralnej i wschodniej części tego kraju. Rosną na skałach, urwiskach, także starych murach oraz w lasach. Niektóre gatunki, zwłaszcza rehmania uskrzydlona R. elata, uprawiane są jako rośliny ozdobne. R. glutinosa jest wykorzystywana we współczesnym ziołolecznictwie chińskim jako środek na potencję („naturalna viagra”).
Nazwa rodzajowa upamiętnia lekarza z Petersburga – Josepha Rehmanna (1799–1831).

## Morfologia
PokrójByliny kłączowe o wyprostowanych łodygach, pojedynczych lub rozgałęzionych u nasady, osiągających do 2 m wysokości. Pędy są zazwyczaj miękko owłosione.
LiścieSkrętoległe, ogonkowe, dolne skupione w rozetę przyziemną. Kształt blaszki liściowej zmienny, zwykle jest ona jednak owłosiona i głęboko ząbkowana lub nawet klapowana.
KwiatyWyrastają pojedynczo w kątach liści lub tworzą grono w szczytowej części pędu, zawsze szypułkowe. Działki kielicha w liczbie pięciu (rzadko 7), krótkie, zrośnięte są w szeroką rurkę. Płatki korony czerwono-różowe, czerwono-brązowe lub żółte, często z ciemniejszym wzorem w gardzieli, od zewnątrz lepko owłosione. Zrośnięte są w spłaszczoną nieco od góry i dołu rurkę, na końcu z dwiema wargami. Dolna warga z trzema łatkami zwykle jest większa od górnej, dwułatkowej. Pręciki są cztery, dwusilne, rzadziej jest ich 5, ale wówczas jeden jest zredukowany. Zalążnia górna, dwukomorowa, rzadziej jednokomorowa, z licznymi zalążkami i pojedynczą, długą szyjką słupka zakończoną dwudzielnym lub dyskowato spłaszczonym znamieniem.
OwoceTorebki otoczone trwałym kielichem, początkowo dwukomorowe, ale po dojrzeniu jednokomorowe. Zawierają liczne, drobne nasiona.

## Systematyka
Jeden z problematycznych rodzajów do klasyfikacji w obrębie jasnotowców. Na podstawie budowy morfologicznej dawniej włączany do trędownikowatych Scrophulariaceae lub ostrojowatych Gesneriaceae. Wyodrębniany też w osobną rodzinę – Rehmanniaceae Reveal. Według Angiosperm Phylogeny Website i innych źródeł stanowi wraz z siostrzanym rodzajem Trianeophora grupę bazalną w randze plemienia Rehmannieae Rouy w obrębie zarazowatych Orobanchaceae.
Wykaz gatunków
- Rehmannia chingii H.L. Li
- Rehmannia elata N.E. Br. ex Prain – rehmania uskrzydlona[4]
- Rehmannia glutinosa (Gaertn.) DC.
- Rehmannia henryi N.E. Br.
- Rehmannia piasezkii Maxim.
- Rehmannia solanifolia Tsoong & T.L. Chin